# Evan Dorkin
Evan Dorkin, né le 20 avril 1965 à Brooklyn (New York), est un auteur de bande dessinée humoristique américain. Publiant principalement chez Dark Horse Comics et Slave Labor Graphics (qui édite ses comic books Milk & Cheese et Dork!), il a aussi travaillé pour Marvel Comics et DC Comics, toujours dans une veine humoristique. Ses histoires se moquent souvent du fandom américain du comic book, bien qu'il en fasse lui-même partie.
Son épouse Sarah Dyer est également auteure de bande dessinée.

## Récompenses
- 1995 : Prix Eisner spécial du talent méritant une plus grande reconnaissance pour Milk and Cheese, Hectic Planet, Dork, Instant Piano
- 1996 : Prix Eisner de la meilleure histoire courte pour « Bring Me the Head of Boba Fett », dans Instant Piano n°3 ; de la meilleure publication humoristique pour Milk & Cheese n°666
- 1996 : Prix Harvey spécial de l'humour
- 1998 : Prix Eisner de la meilleure histoire courte pour « The Marathon Men », dans Dork! n°4
- 2000 : Prix Ignatz de la meilleure première bande dessinée pour Dork! no 8
- 2001 : Prix Harvey de la meilleure histoire pour Superman & Batman: World's Funnest
- 2002 : Prix Eisner de la meilleure histoire courte pour « The Intervention », dans Dork! n°9 ; du meilleur auteur humoristique pour Dork!
- 2002 : Prix Harvey spécial de l'humour pour Dork!
- 2003 : Prix Harvey spécial de l'humour pour Dork!
- 2005 : Prix Eisner de la meilleure histoire courte pour « Unfamiliar », dans The Dark Horse Book of Witchcraft (en) (avec Jill Thompson)
- 2006 : Prix Eisner de la meilleure publication humoristique pour Milk & Cheese: Dairy Products Gone Bad
- 2010 : Prix Eisner de la meilleure publication pour adolescents/préadolescents avec Bêtes de somme (avec Jill Thompson)
- 2011 : Prix Harvey du meilleur album non inédit pour Bêtes de somme : Mal de chiens (avec Jill Thompson)
- 2012 :  Prix Sproing de la meilleure bande dessinée étrangère pour Bêtes de somme (avec Jill Thompson)
- 2015 : Prix Eisner du meilleur one-shot pour Bêtes de somme : Hunters and Gatherers (avec Jill Thompson)
- 2017 : Prix Eisner du meilleur one-shot pour Bêtes de somme : What the Cat Dragged In (avec Jill Thompson et Sarah Dyer)

## Publications en français
- Bêtes de somme, avec Jill Thompson, Delcourt, coll. « Contrebande » :

1. Mal de chiens, 2012.